# La Guardia (Kasztília-La Mancha)
La Guardia egy község Spanyolországban, Toledo tartományban. La Guardia Almonacid de Toledo, Dosbarrios, Huerta de Valdecarábanos, Lillo, Mascaraque, El Romeral, Tembleque, Villamuelas, Villanueva de Bogas, Villasequilla, Villatobas és Corral de Almaguer községekkel határos. Lakosainak száma 2160 fő (2024).

## Népesség
A település népessége az utóbbi években az alábbiak szerint változott:
| Lakosok száma | 2392 | 2314 | 2334 | 2544 | 2317 | 2387 | 2248 | 2246 | 2163 | 2160 |
|               | 2001 | 2004 | 2007 | 2009 | 2012 | 2014 | 2017 | 2019 | 2022 | 2024 |